# Plecoptera albipuncta
Plecoptera albipuncta är en fjärilsart som beskrevs av Pierre E.L. Viette 1970. Plecoptera albipuncta ingår i släktet Plecoptera och familjen nattflyn. Inga underarter finns listade i Catalogue of Life.